# Naftovod
Naftovod je cevovod, ki se uporablja za pretakanje nafte od črpališča do rafinerij ali pa do pristanišč, kjer se nafto potem naloži na tankerje. Naftovodi so večinoma grajeni iz jekla. Premer cevi je po navadi v razponu 100 do 1220 milimetrov. 
Transalaški naftovod je dolg 1300 kilometrov, premer cevi je 1219 milimetrov in ima največjo kapaciteto 2,136 milijonov sodčkov nafte na dan (339600 m3/dan)
Rusko podjetje Transneft (Транснефть) ima največje omrežje naftovodov na svetu s skupno dolžino 48 708 kilometrov. Najdaljši naftovod v Evropi je "Družba" (Дружба), ki vodi od Tatarstana v Rusiji do Nemčije, dolg je okrog 4000 kilometrov.
Naftovodi so najverjetneje najcenejši in najbolj energetsko učinkovit način transportna nafte.
ZGODOVINA
Naftovod je izumil ruski izumitelj Vladislav Bratanič, njegove korenine izhajajo iz juga Slovenije, ob Hrvaški meji.